# Free (музичка група)

Фри (Free) је британска рок група основана у Лондону 1968. Њихова најпознатија песма била је All Right Now.

## Историја групе
Гитариста Пол Кософ (Paul Kossoff) и бубњар Сајмон Керк (Simon Kirke) заједно су свирали у групи Блек кет боунс (Black Cat Bones). Кософ је упознао певача Пола Роџерса (Paul Rogers) из групе Браун шугар (Brown Sugar) и он, Роџерс, Керк и бас-гитариста Енди Фрејзер (Andy Fraser) договорили су се да оснују нову групу којој је блуз музичар Алексис Корнер (Alexis Corner), након једног наступа у клубу Нагс хед (Nags Head Club), дао име Фри. Група се распала 1973. године. Пол Роџерс и Сајмон Керк основали су затим групу Бед компани којој се придружио и Мик Ралфс (Mick Ralphs) из групе Мот д хупл. Кософ је отишао у груп Бек стрит кролер (Back Street Crawler) и умро од дроге 1976. у 25. години. Енди Фрејзер је објавио два соло албума, једно време свирао у групи Шаркс (The Sharks) и касније се коначно повукао из музичке бранше. Роџерс је 2005. и 2006. био певач на светској турнеји "Квин + Пол Роџерс“ (енгл. Queen+Paul Rodgers), на којој су се, између осталог, изводили хитови групе Фри.

## Дискографија
- Tons of Sobs (1968)
- Free (1969)
- Fire and Water (1970)
- Highway (1970)
- Free Live! (1971) (уживо)
- Free at Last (1972)
- Heartbreaker (1973)

После распада групе:
- The Free Story (1974)
- The Best of Free (1975)
- Free and Easy, Rough and Ready (1976)
- Completely Free (1982)
- All Right Now: The Best of Free (1991)
- Molten Gold: The Anthology (1994)
- Songs of Yesterday (2000)